# Un autre homme (film, 1990)
Pour les articles homonymes, voir Un autre homme.
Pour plus de détails, voir Fiche technique et Distribution.
Un autre homme est un film québécois réalisé par Charles Binamé en 1990.

## Fiche technique
Source : IMDb, sauf mention contraire
- Titre original : Un autre homme
- Réalisateur : Charles Binamé
- Scénariste : Marcel Beaulieu
- Producteurs : Roger Frappier et Pierre Gendron
- Musique du film : Jean-Marie Benoît
- Directeur de la photographie : Guy Dufaux
- Montage : François Gill
- Société(s) de production : Max Films Productions et National Film Board of Canada (NFB)
- Pays d'origine : Canada
- Genre : Comédie
- Durée : 80 minutes
- Date de sortie : inconnue

## Distribution
- Denis Bouchard : H.P. Cardinal
- Dorothée Berryman
- Emmanuel Charest
- Gilbert Comtois
- Louise Latraverse
- Jean Marchand
- Louise Marleau
- Élyse Marquis
- Brigitte Paquette
- Gildor Roy
- Linda Sorgini
- Serge Thériault